# Shaukat Aziz
Shaukat Aziz (tiếng Urdu: شوکت عزیز; sinh ngày 6 tháng 3 năm 1949 ở Karachi, Pakistan) nguyên là Thủ tướng kiêm Bộ trưởng Tài chính của Pakistan. Ông đã trở thành Bộ trưởng Tài chính tháng 11 năm 1999 và đã được Tổng thống Musharraf chọn làm Thủ tướng sau khi Zafarullah Khan Jamali từ chức ngày 6 tháng 6 năm 2004. Ông đã trở thành Thủ tướng ngày 28 tháng 8 năm 2004.

## Học vấn
Aziz học Trường PTTH Saint Patrick, Karachi và Trường Công Abbottabad, Abbottabad. Ông đã tốt nghiệp Trường cao đẳng chính quyền Islamia, Kasur. Ông đã có bằng cử nhân Khoa học từ Cao đẳng Gordon, Rawalpindi năm 1967. Ông đã tốt nghiệp MBA năm 1969 từ Trường Kinh doanh Pakistani IBA, Viện Quản trị kinh doanh, Karachi. Trong thời gian học tại IBA, ông đã thực tập tại Citibank và bắt đầu sự nghiệp ngân hàng của mình.